# 筠连镇
筠连镇（四川话：Jūnlián Zhèn）是中华人民共和国四川省宜宾市筠连县下辖的镇，为筠连县县政府驻地和政治、经济、文化中心。位于四川盆地南缘，云贵高原北麓川滇结合部（地理坐标：东经104°30′36″，北纬28°10′30″），镇域面积133.07平方公里，城区建成区面积24.5平方公里。根据第七次全国人口普查数据，全镇常住人口125,800人（2020年），其中城镇人口86,200人，城镇化率68.5%。

## 历史沿革

### 古代历史
- 唐代：垂拱元年（685年）置筠州、连州，属戎州都督府管辖，"筠连"之名始见于史册。"筠"因地产筠竹得名，"连"因接云南连地而称[1]。
- 宋代：熙宁七年（1074年）废筠州为筠连州，属梓州路叙州管辖。
- 元代：至元十五年（1278年）置筠连州，隶四川行省永宁路。
- 明代：洪武四年（1371年）降州为县，始设筠连县，属四川承宣布政使司叙州府[2]。

### 近现代变迁
- 民国时期：1912年属四川省下川南道，1935年划归四川省第六行政督察区。
- 中华人民共和国：
  - 1950年设城关区
  - 1956年更名城关镇
  - 1981年更名为筠连镇
  - 2006年行政区划调整，合并原古楼乡、双腾乡部分村组[3]

## 地理环境

### 地形地貌
筠连镇地处四川盆地向云贵高原过渡地带，属典型的喀斯特地貌区域。地势南高北低，海拔在380-850米之间，镇中心海拔420米。主要山脉有大雪山余脉，最高点为南部的白岩山（海拔842米）。镇内有溶洞23处，地下暗河5条。

### 水文特征
- 主要河流：定水河（镇域段长18.7公里）、巡司河（镇域段长12.3公里）
- 水库：海瀛水库（库容120万立方米）、后沟水库（库容85万立方米）
- 年均径流量：1.2亿立方米
- 地下水储量：0.35亿立方米/年[5]

### 气候
属中亚热带湿润季风气候，具有以下特征：
- 年平均气温：17.8℃
- 极端高温：39.5℃（2011年8月12日）
- 极端低温：-3.2℃（1975年12月16日）
- 年平均降水量：1207.3毫米
- 无霜期：348天
- 主要气象灾害：春季干旱、夏季洪涝、秋季连阴雨[6]

## 行政区划
截至2023年，筠连镇下辖12个社区、31个行政村，下设居民小组216个、村民小组412个：

### 社区
| 名称       | 面积（km²） | 人口（人） | 成立时间 | 备注       |
| ---------- | ----------- | ---------- | -------- | ---------- |
| 玉壶社区   | 2.1         | 8,742      | 1986年   | 镇政府驻地 |
| 景阳社区   | 1.8         | 7,856      | 1992年   |            |
| 河西社区   | 2.3         | 9,123      | 1995年   |            |
| 城南社区   | 3.2         | 12,457     | 2002年   |            |
| 海瀛社区   | 1.5         | 6,542      | 2006年   |            |
| 廉溪社区   | 1.2         | 5,321      | 2008年   |            |
| 黄桷树社区 | 1.7         | 7,689      | 2010年   |            |
| 莲花社区   | 2.4         | 10,245     | 2012年   |            |
| 滨河社区   | 1.9         | 8,763      | 2014年   |            |
| 新城社区   | 3.5         | 15,678     | 2016年   |            |
| 南郊社区   | 2.8         | 11,234     | 2018年   |            |
| 北城社区   | 2.6         | 9,876      | 2020年   |            |

### 行政村
主要行政村包括（完整列表见注）：
- 银江村：面积5.2km²，人口2,345人，以茶叶种植闻名
- 丰收村：面积4.8km²，人口1,987人，省级乡村振兴示范村
- 五凤村：面积6.3km²，人口2,567人，有明代五凤楼遗址
- 金凤村：面积5.7km²，人口2,123人，产优质烤烟
- 红阳村：面积7.2km²，人口3,456人，革命老区村
- 水源村：面积4.5km²，人口1,765人，定水河发源地
- 白花村：面积5.9km²，人口2,098人，以李花种植著称
- 荆花村：面积6.1km²，人口2,345人，传统荆编工艺村[7]

## 人口
根据2020年第七次全国人口普查数据显示，筠连县总人口共125800人，户籍人口118765人，流动人口7035人。

## 经济

### 经济概况
2022年经济数据：
- 地区生产总值（GDP）：78.56亿元
- 第一产业：6.23亿元（7.9%）
- 第二产业：42.18亿元（53.7%）
- 第三产业：30.15亿元（38.4%）
- 人均GDP：62,423元
- 财政收入：5.67亿元
- 城镇居民人均可支配收入：42,358元
- 农村居民人均可支配收入：23,567元[9]

### 第一产业
- 耕地面积：45,678亩
- 主要农产品：

```
 * 茶叶：种植面积28,000亩，年产量4,200吨（"筠连红茶"为国家地理标志产品）
 * 烤烟：种植面积12,000亩，年产量1,800吨
 * 中药材：种植面积8,500亩，主要品种为黄精、白及
 * 特色水果：李树种植面积6,200亩，年产量9,300吨
```

- 农业产业化：

```
 * 市级以上农业龙头企业：12家
 * 农民专业合作社：186个
 * 家庭农场：245家
[
10
]
```

### 第二产业
- 工业企业：487家（其中规模以上工业企业42家）
- 主要产业园区：

```
 * 
筠连经开区
：规划面积20.3平方公里，已开发8.7平方公里
 * 清洁印染纺织产业园：规划面积2,000亩，总投资48.7亿元
```

- 主导产业：

```
 * 能源产业：年产原煤150万吨（鲁班山北矿）
 * 建材产业：年产水泥200万吨（双星水泥）
 * 纺织服装：年产值25亿元（在建）
 * 食品加工：年产值18亿元（茶叶、肉制品等）
[
11
]
```

### 第三产业
- 社会消费品零售总额：56.78亿元（2022年）
- 主要商业设施：

```
 * 玉壶商业中心：建筑面积12万㎡，商户320家
 * 筠连商贸城：建筑面积8万㎡，年交易额15亿元
 * 大型超市：5家（
大润发
、绿源超市等）
```

- 旅游业：

```
 * 年接待游客：285万人次（2022年）
 * 旅游收入：24.5亿元
 * 主要景点：
   * 
玉壶井
：省级文物保护单位，日均游客1,200人次
   * 
春风村
：国家AAAA级旅游景区，以李花闻名
   * 大雪山红军战斗遗址：红色旅游景点
[
12
]
```

## 交通

### 公路交通
- 高速公路：

```
 * 
宜彝高速
：设筠连互通，距镇中心5公里
 * 
宜威高速
（在建）：设筠连北互通
```

- 国道：

```
 *
 
G246国道
：穿镇而过，镇域段长14.5公里
```

- 省道：

```
 * 
S206省道
（筠连-巡司段）
 *
 
S309省道
（筠连-珙县段）
```

- 县乡道路：总里程286公里，其中县道78公里，乡道208公里[13]

### 公共交通
- 公交线路：8条（覆盖所有社区），运营车辆56台
- 出租车：200辆
- 客运站：

```
 * 筠连客运中心：日均发送旅客3,500人次
 * 城南客运站：日均发送旅客1,200人次
```

## 社会事业

### 教育
2023年数据：
- 幼儿园：28所（其中公办12所），在园幼儿5,678人
- 小学：10所（含2所九年一贯制学校），在校生12,345人

```
 * 重点小学：筠连镇第一小学（省级示范校）、景阳小学
```

- 普通中学：7所（初中5所，高中2所），在校生9,876人

```
 * 重点中学：
四川省筠连县中学
（省二级示范高中）、筠连县第二中学
```

- 特殊教育学校：1所，在校生56人
- 中等职业学校：1所（筠连县职业技术学校），在校生2,345人
- 高等教育：宜宾学院筠连校区（在建）[14]

### 医疗卫生
- 医疗机构总数：56家

```
 * 三级医院：1家（筠连县人民医院，编制床位800张）
 * 二级医院：2家（筠连县中医医院、筠连县妇幼保健院）
 * 社区卫生服务中心：4家
 * 村卫生室：31家
```

## 遗迹
境内有凌云关，大梁子兵营，万寿桥等文物遗址。